# Esfècids
Els esfècids (Sphecidae) són una família d'himenòpters apòcrits que inclou vespes solitàries i unes poques que presenten rudiments de socialitat. Es calculen més de 700 espècies al món.

## Característiques
Mesuren de 2 a 40 mm de longitud. Generalment de color fosc, algunes amb reflexos metàl·lics o amb colors brillants. L'abdomen és llarg i amb un pecíol o una estreta "cintura de vespa". La tíbia presenta dos esperons. Es diferencien de les abelles en què els pèls són simples i no ramificats o plomosos.

## Història natural
La biologia dels esfècids és summament diversa. La gran majoria són solitàries. Moltes fan els seus nius en buits en el sòl o usen cavitats preexistents, unes altres construeixen nius en branques usant fang o en alguns casos, resina.
Són totes depredadors. Cada espècie sol estar especialitzada en un tipus particular de presa, generalment insectes o aranyes. La majoria paralitza a la presa i hi pon els seus ous, sense proporcionar-los una altra cura. Altres poques espècies continuen alimentant a les seves larves durant el desenvolupament.

## Taxonomia
La taxonomia d'aquesta família ha sofert profunds canvis. Crabronidae, que era abans part d'ella, és considerada una família a part.
Subfamília Ammophilinae
- Ammophila
- Podalonia

Subfamília Sceliphrinae
- Chlorion
- Sceliphron
- Stangeella

Subfamília Sphecinae
- Chilosphex
- Isodontia
- Palmodes
- Prionyx
- Sphex